# 扁平副棘鮃
扁平副棘鮃為輻鰭魚綱鰈形目鰈亞目牙鮃科的其中一種，為熱帶海水魚，分布於東太平洋墨西哥至秘魯海域，棲息深度11-54公尺，體長可達10公分，棲息在沙泥底質底層水域，生活習性不明，可作為食用魚或製成魚粉。

## 扩展阅读
維基物種上的相關：扁平副棘鮃